# Julia Chamorel
Julia Chamorel (Genève, 21 mei 1916 - 17 augustus 2009) was een Zwitserse schrijfster.

## Biografie
Julia Chamorel studeerde letteren en rechten in Genève en Parijs. Haar eerste roman was Les Compagnons d'Hannelore uit 1957, een boek dat zich afspeelde in Firenze, waar ze zelf enige jaren woonde. Haar vader was socialist en zelf geraakte ze betrokken bij het communisme, een engagement waarover ze zou spreken in haar autobiografisch boek La cellule des écoliers uit 1983. Daarnaast schreef ze ook theaterstukken, zoals Deux et deux font quatre uit 1963.

## Trivia

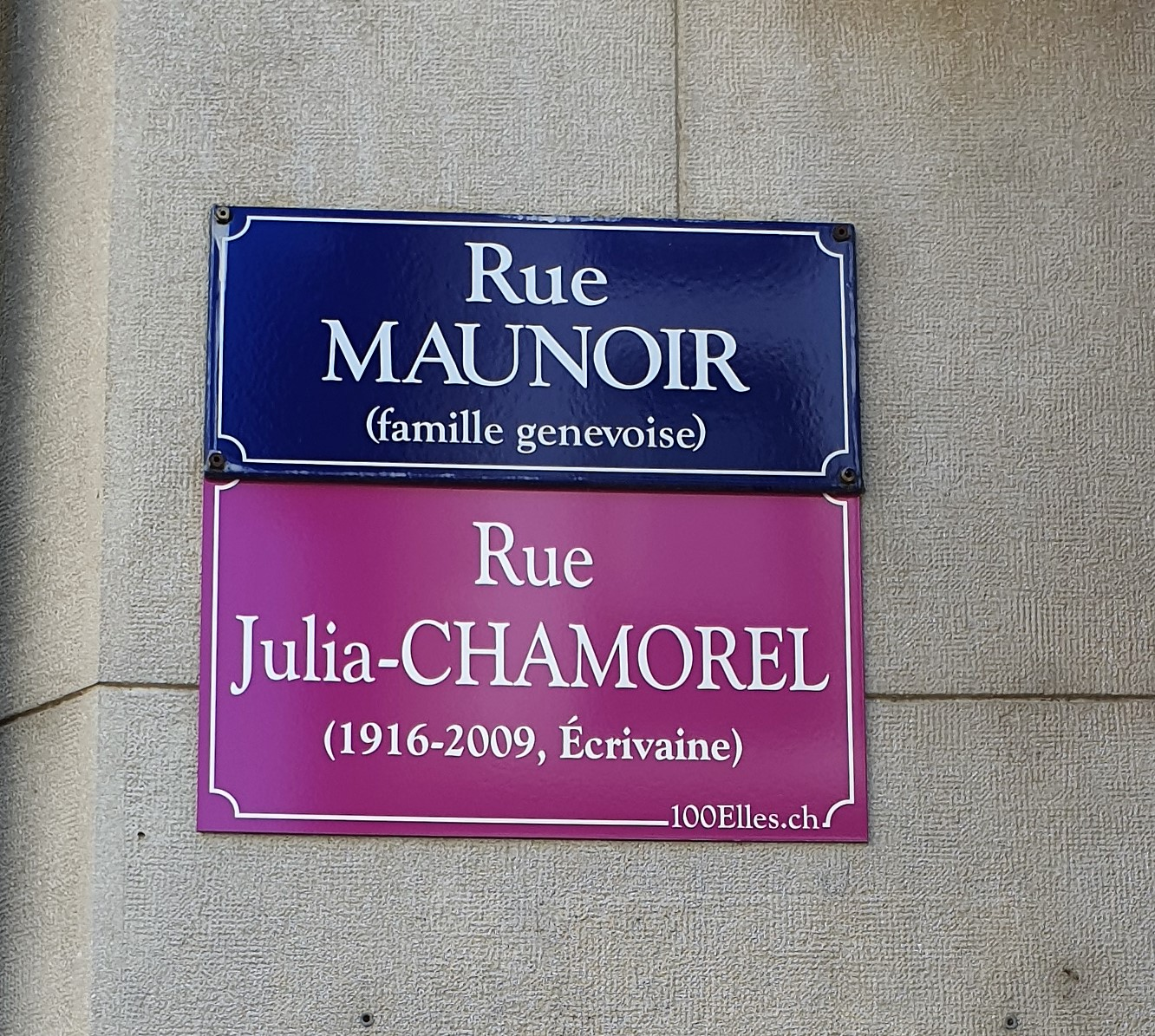
Alternatief straatnaambord van de actie 100Elles* in Genève, 2019.

- In 2019 werd in Genève door de actie 100Elles* een alternatief straatnaambord opgericht ter ere van Julia Chamorel.

## Werken
- (fr)  Les Compagnons d'Hannelore, 1957.
- (fr)  Deux et deux font quatre, 1963.
- (fr)  La cellule des écoliers, 1983.

- Bibliothèque nationale de France: cb127003323 (data)
- Gemeinsame Normdatei: 1058381075
- International Standard Name Identifier: 0000 0000 2752 2918
- Library of Congress Control Number: n84168913
- Système universitaire de documentation: 066902134
- Virtual International Authority File: 66589421
- WorldCat: E39PBJxCFbGT4hGXqcVRj38Qv3